# Рава-Русская (станция)
«Ра́ва-Ру́сская» — пограничная узловая грузовая железнодорожная станция Львовской дирекции Львовской железной дороги. Расположена в городе Рава-Русская Львовского района Львовской области.
Является узловой станцией на схождении двух линий:
- Рава-Русская — Львов (однопутная, длиной 67 км);
- Рава-Русская — Червоноград (однопутная, длиной 55 км).

Железнодорожный узел неэлектрифицирован, возможность электрификации не рассматривается. На станции действует пункт контроля «Рава-Русская».

## История

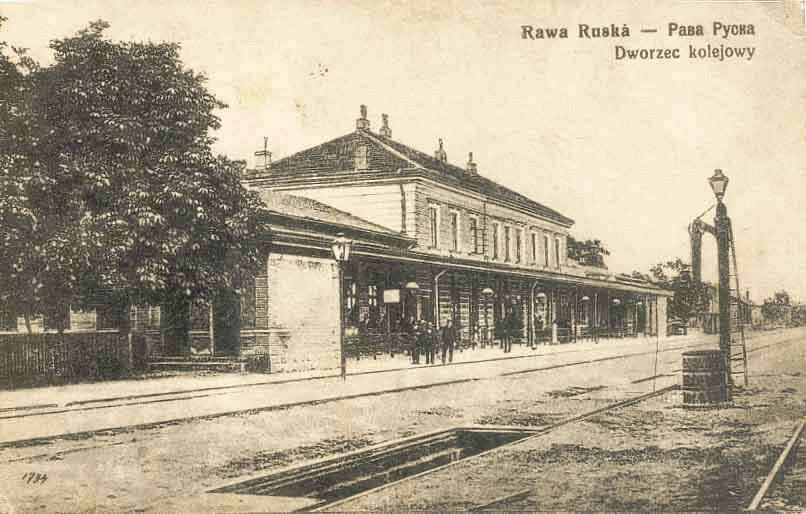
Железнодорожный вокзал в XIX веке

Станция открыта 23 октября 1887 года в составе локальной железной дороги Ярославь Сокаль и Львов Белжец. Следовательно, станция стала узловой.
С 1 января 1909 г. введена фиксированная плата за аренду складов. После войны вся железная дорога оказалась на территории Польши, её руководство вошло в Польскую государственную железную дорогу (PKP) и 4 февраля 1932 года была национализирована.
После 1945 года железная дорога поделена на 73 км между СССР и Польшей, а линия до станции Рава-Русская была проложена с шириной пути 1520 мм. В послевоенные сутки значение станции как пограничной выросло.
В июне 2017 года, во время презентации инфраструктурного проекта «Национальной транспортной стратегии до 2030 года» во Львове, обсуждался вопрос о развитии железнодорожного сообщения по европейскому пути стандарта 1435 мм на маршруте Львова—Рава-Русская—Варшава обсудили во Львове, с целью в направлении евроинтеграции.
В Рави-Русской сходятся колеи шириной 1520 мм и 1435 мм - европейская колея сохранена на отрезке Гребенное (Польша) - Рава-Русская 
15 февраля 2022 во Львовской ОГА подписан Меморандум о сотрудничестве по строительству железнодорожной инфраструктуры на территории Рава-Русской городской территориальной общины. Целью документа является закрепление и расширение сотрудничества по восстановлению европейского пути на участке Госграница (Гребенное) — Рава-Русская. Меморандум был заключен между четырьмя сторонами: Львовской ОГА, Рава-Русским городским советом и Добросинско-Магеровской сельской общиной, акционерным обществом «Укрзалізниця».
Техническое задание проекта предусматривает капитальный ремонт европейского пути длиной 8 км, а также реконструкцию железнодорожного вокзала в городе Рава-Русская с возможностью проводить таможенный контроль.
Общий проект предполагает строительство европути между Варшавой и Киевом через Львов. Первым его этапом должно стать прокладывание нового 8-километрового участка узкоколейки между Рава-Русской и Госграницей, это будет стоить 4 млн гривен. На него за 6 лет анонсировали направить из Государственного бюджета Украины 200 млрд. гривен. Европути должны соединить качественными пассажирскими перевозками две европейские столицы, увеличение дипломатических, предпринимательских контактов и туризма. В целом проект должен стать частью президентской программы «Большая стройка» в направлении обновления «Укрзалізниці».
Планируется изготовить проектно-сметную документацию (ПКД) в 2022 году. Заказчиком работ выступает Рава-Русский городской совет. Совместно с Добросинско-Магеровской сельской общиной они будут осуществлять софинансирование на изготовление проектно-сметной документации по восстановлению европейского пути на участке Госграница (Гребеневская) - Рава-Русская и реконструкции вокзального комплекса на территории Рава-Русской городской общины.
Согласно проектно-сметной документации, 1 млн гривен должны направить на железнодорожный вокзал, еще 3 млн гривен - на изготовление ПКД реконструкции железнодорожного сообщения от Госграницы до Рава-Русской. Наибольшее влияние этот проект будет иметь на общину и соседнюю Добросинско-Магеровскую, ведь это дополнительная точка связи железнодорожного сообщения с Польшей, которая сейчас определяется, как формировать транспортные коридоры.
Один из них должен предусматривать выход на Рава-Русскую. Для Львовщины это означает дополнительные поступления в местные и государственные бюджеты в виде таможенных платежей, сборов, налогов.
Самым коротким и удобным железнодорожным сообщением (в длину 339 км) между Варшавой и Львовом является путь через пограничный переход Гребенное — Рава-Русская. Ширина современного железнодорожного пути между Львовом и Рава-Русской составляет 1520 мм, в то время как ширина пути на участке Рава-Русская — Гребенное — Варшава составляет 1435 мм. Это обуславливает потребность в перестановке тележек подвижного состава, или пересадку пассажиров, перегрузки грузов, что и создает неудобства для пользователей железнодорожного транспорта и создает технологические препятствия в организации слаженного перевозочного процесса.
В настоящее время из Варшавы в пограничный переход Гребенне курсируют поезда по пути европейского стандарта. От Госграницы до станции Рава-Русская также имеется евроколея, которая с 2005 года не эксплуатируется, находится в неудовлетворительном состоянии и требует капиталовложений.
Восстановление европейского пути позволит продолжить реализацию масштабного проекта «Евроколия Варшава — Львов» до станции Брюховичі, которая позволит развить пассажирские перевозки, станет альтернативой другим видам транспорта для пересечения границы и разгрузит пограничные пункты пропуска.

## Пассажирское сообщение
До 2005 года существовало пассажирское сообщение с Польшей (курсировал поезд Рава-Русская — Варшава). В настоящее время в Польшу осуществляется только грузовое движение.
В настоящее время пригородные поезда от станции Рава-Русская курсируют во Львов и Сокаль.
| Движение пригородных поездов по станции Рава-Русская |                       |                            | |
| №                                                    | Маршрут сообщения     | Периодичность курсирования | Примечания                                                                                            |
| 965                                                  | Рава-Русская - Львов  | Ежедневно                  | С 09.12.2018 изменена нумерация поезда № 6001 на № 965 с переводом в категорию «грузово-пассажирский» |
| 960                                                  | Рава-Русская - Сокаль | Ежедневно                  | |
| 6002                                                 | Львов - Рава-Русская  | Ежедневно                  | |
| 6003                                                 | Рава-Русская - Львов  | Ежедневно                  | |
| 961                                                  | Сокаль - Рава-Русская | Ежедневно                  | |
| 964                                                  | Львов - Рава-Русская  | Ежедневно                  | С 09.12.2018 изменена нумерация поезда № 6004 на № 964 с переводом в категорию «грузово-пассажирский» |